# BMW M51
Il BMW M51 è un motore diesel per uso automobilistico prodotto dal 1991 al 2000 dalla casa automobilistica tedesca BMW.

## Descrizione

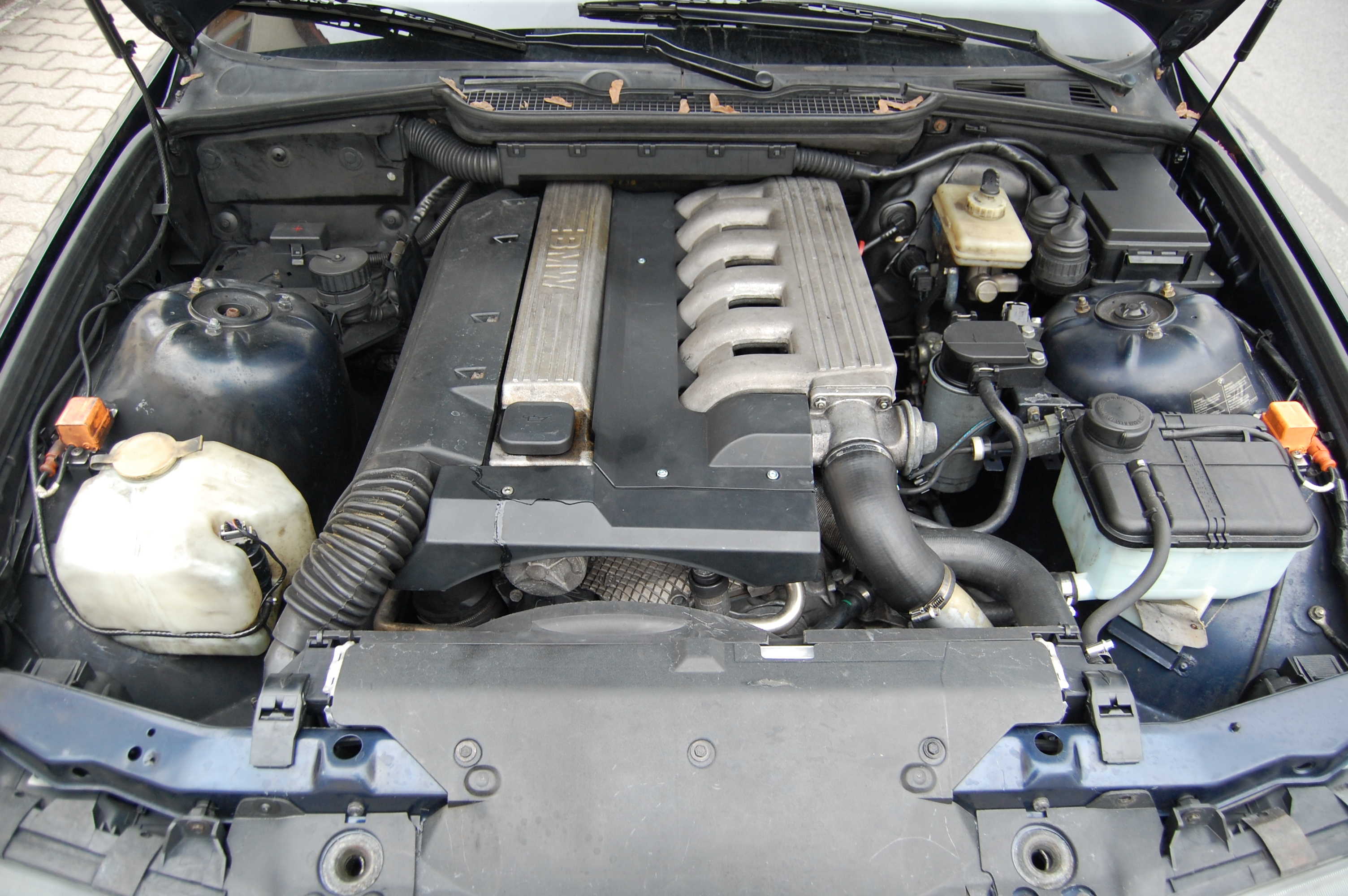
Motore BMW M51

Questo motore ha esordito nel 1991 per soppiantare l'ormai anziano motore M21 da 2.4 litri. Si trattava di fatto di un'evoluzione a corsa allungata del precedente propulsore a gasolio, che è stato preso come base di partenza. Mantenendo intatta la misura dell'alesaggio di 80 mm, la corsa venne leggermente allungata, da 81 ad 82.8 mm, ottenendo così una cilindrata di 2498 cm³ su un'architettura generale a 6 cilindri in linea.
La distribuzione era a 2 valvole per cilindro con un albero a camme in testa mosso da catena. L'alimentazione era invece ad iniezione elettronica Bosch DDE. Di questo motore sono state prodotte due versioni, una con intercooler ed una senza.

### M51D25T
È la versione senza intercooler: lanciata nel 1991, erogava una potenza massima di 115 CV a 4800 giri/min ed una coppia massima di 230 Nm a 1900 giri/min. È stato montato su:
- BMW 325td E36 (1991-98);
- BMW 525td E34 (1992-96);
- BMW 525td E39 (1996-2000).

### M51D25S
È la versione dotata di intercooler: grazie all'adozione dello scambiatore di calore, questo motore poteva permettersi di raggiungere una potenza massima maggiore, pari a 143 CV a 4800 giri/min, con un picco di coppia pari a 280 N·m a 2400 giri/min.
Questo motore è stato montato su:
- BMW 325tds E36 (1993-98);
- BMW 525tds E34 (1991-96);
- BMW 525tds E39 (1996-2000);
- BMW 725tds E38 (1996-2000).

Inoltre, in seguito all'acquisizione del gruppo Rover da parte della BMW e ad un accordo tra la Casa bavarese e la Opel, questo motore ha trovato applicazione anche su:
- Range Rover 2.5 D/DSE (1995-2001);
- Opel Omega B 2.5 TD (1994-2001).

Nel caso della Omega, però, il propulsore è stato depotenziato da 143 a 130 CV a 4500 giri/min, con coppia massima di 250 Nm a 2200 giri/min.